# Archipoeta
Der Archipoeta (Erzdichter, * zwischen 1125 und 1135; † nach 1165), dessen wirklicher Name nicht überliefert ist, war ein bedeutender lateinischsprachiger Dichter des 12. Jahrhunderts und ein Vertreter der Vagantendichtung.

## Hintergrund

### Name
Der wirkliche Name des Archipoeta ist nicht überliefert; er bezeichnet sich selbst in seinen Werken als poeta. Als Archipoeta (Erzdichter) wird er in der Göttinger Handschrift (Hs. Göttingen UB philol. 170) bezeichnet, wo zehn Lieder von ihm überliefert sind. Dieser Ehrentitel dürfte auch eine Anspielung auf seinen Mäzen, den Erzkanzler (archicancellarius) des Heiligen Römischen Reiches und Erzbischof (archiepiscopus) von Köln, Rainald von Dassel, sein. Der Kleriker Nicolaus (um 1219 in Bonn nachgewiesen) und Heinrich von Avranches (um 1230), die auch das Pseudonym archipoeta verwendeten, sind jedoch nicht mit dem unter dem Namen archipoeta bekannten Dichter der Zeit Friedrichs I. Barbarossa identisch.

### Datierung
Über das Leben und die Lebensumstände des Archipoeta ist nichts bekannt, doch lassen einige, als autobiographisch eingeschätzte Textstellen Rückschlüsse auf sein Leben zu. Die Bezeichnung seines Mäzens Rainald von Dassel als Electus Coloniae in den Liedern lassen darauf schließen, dass diese Werke in der Zeit entstanden sind, als Rainald zwar zum Erzbischof gewählt, aber noch nicht geweiht war: Damit können die Jahre von 1159 bis 1165 als wahrscheinlicher Entstehungszeitraum der Lieder angenommen werden. Der Archipoeta bezeichnet sich selbst in einem Lied als Iuvenis, also als unverheirateten jungen Mann, so dass auf ein Geburtsdatum zwischen 1135 und 1140 geschlossen werden kann.

### Herkunft und Werdegang
Auch über die Herkunft und Ausbildung lassen die Texte einige wenige Schlüsse zu: So bezeichnet sich der Archipoeta selbst in Texten, die als in Italien entstanden angesehen werden, als transmontanos (von jenseits der Berge), was auf eine nichtitalienische Herkunft hindeutet. Ob er jedoch deutscher, französischer oder burgundischer Herkunft war, kann daraus nicht geschlossen werden. Der Stil und die Komposition seiner Texte weisen darauf hin, dass er eine für das Hochmittelalter herausragende Bildung besessen hat; eine universitäre Ausbildung (Trivium) ist wahrscheinlich, auch besaß er theologische Kenntnisse. Glaubt man den Aussagen von Lied III, so war der Archipoeta ein Medizinstudent, der sein Studium in Salerno aus gesundheitlichen Gründen abbrechen musste. Als wandernder Dichter lebte der Archipoeta – wie andere Vaganten auch – von den Zuwendungen, die an den geistlichen und weltlichen Höfen den Fahrenden gegeben wurden. Ein besonderes Zeugnis dafür ist die berühmte Mantelbitte des Archipoeta an Rainald von Dassel, in dessen Dienst und Gefolge er sich in Köln, aber auch in Oberitalien und Burgund aufhielt.

## Werk
Das Werk des Archipoeta ist – trotz der knappen Überlieferung – äußerst vielfältig. So schrieb er einen Lobeshymnus (Panegyrik) auf Kaiser Friedrich I. Barbarossa und mehrere Gedichte, die Rainald von Dassel verherrlichen; daneben schuf er aber auch mit Witz und Ironie gespickte Lieder über weltliche Vergnügungen. So beantwortete er die Anfeindungen seiner Gegner im Gefolge Rainalds mit der berühmt gewordenen, sogenannten Vagantenbeichte. Diese – wohl entstanden während der Belagerung von Pavia 1163 – stellt eine gekonnte und tiefsinnige Parodie der Ohrenbeichte der katholischen Kirche dar. Der Archipoeta bekennt hierbei als "reuiger Sünder" scheinbar alle seine Verfehlungen, doch bereut und verdammt er sie nicht, sondern stellt diese als für sein Schaffen notwendig heraus. Auch seine Klage, die die Entstehung von Auftragsdichtung(en) für seinen Mäzen Rainald in den Mittelpunkt stellt, ist berühmt geworden.
Nur zehn Lieder des Archipoeta sind überliefert.
I: Lingua balbus, hebes ingenio
II: Fama tuba dante sonum (Jonasbeichte)
III: Omnia tempus habent
IV: Archicancellarie, vir discrete mentis
V: Nocte quadam sabbati somno iam refectus
VI: En habeo versus te precipiente reversus
VII: Archicancellarie, viris maior ceteris
VIII: Presul urbis Agripine
IX: Salve, mundi domine, Cesar noster, ave!
X: Estuans intrinsecus ira vehementi (Vagantenbeichte)
Die Texte des Archipoeta sind u. a. in folgenden Handschriften überliefert:
- Hs. Göttingen UB philol. 170 (12. Jh.): Carmen I-VII; erste Strophe von VIII
- Brussel B. R. 2071 (13. Jh.): Carmen IX und X; Strophe 1–5 von VII
- Codex Buranus (HS München Clm 4660, 13. Jh.)- den "Carmina burana" : Carmen X; vier Strophen von IV

## Rezeption
Die sogenannte Vagantenbeichte findet sich unter dem Titel „Estuans interius“ auch in der Vertonung der Carmina Burana von Carl Orff. Die Strophen 12,13, 15,17 und 16 der Vagantenbeichte sind als Studentenlied Meum est propositum in taberna mori in das Allgemeine Deutsche Kommersbuch, S. 381 (Angabe nach der 152. Aufl., Lahr 1956), aufgenommen worden.
Moderne Interpretationen der Vagantenbeichte und der Fama Tuba existieren von Helium Vola. Eine sehr freie Interpretation der Vagantenbeichte auf hochdeutsch wurde von In Extremo aufgenommen.